# Comitê Militar de Recuperação Nacional (Mauritânia)
O Comitê Militar de Recuperação Nacional (em francês:  Comité Militaire de Redressement National, CMRN) foi o governo militar de curta duração da República Islâmica da Mauritânia estabelecido após o golpe de Estado que depôs o presidente de longa data Mukthar Ould Daddah em 10 de julho de 1978 e que existiu até um segundo golpe militar ocorrido em 6 de abril de 1979. Foi liderado pelo coronel Mustapha Ould Salek. Foi seguido por uma segunda junta, o Comitê Militar de Salvação Nacional (CSMN).